# Фригия
Фригия е историческо царство и област в централната част на Мала Азия, около река Сангариус (Sangarius, днес Сакария), простираща се на юг до река Меандър. Фригите доминират в Мала Азия между залеза на Хетското царство през 12 в. пр.н.е. и възхода на Лидия към 7 в. пр.н.е. (1200 – 675 г.пр.н.е.) Столица е град Гордион, а едно от светилищата е Песинунт.

## Античност
В края на 8 век.пр.н.е. фригите влизат в стълкновение с преселващите се от Европа Витини и Мизи. Тогава е пределът на териториалното разширение на Фригия. Достига пределите на Асирия и Урарту. Появяват се първите надписи на фригийски. На намерен надпис цар Гордий нарича себе си „цар на изтока и запада“. Известна е историята за гордиевият възел. След него на престола се качва Мидас, който става известен с това че каквото докоснел се превръщало в злато. Той е син на Гордий и богиня Кибела. През 718 – 717 г.пр.н.е. Мидас заедно с урартския цар и северносирийски царе участва в коалиция срещу Асирия. През 675 г.пр.н.е. урартският цар Руса ll напада Фригия и я отслабва. През 670 г.пр.н.е. под натиска на кимерийците от североизток Фригия е победена и разрушена. През 660 г.пр.н.е. Фригия става Асирийска провинция. През 6 век пр.н.е. Лидия превзема Фригия, като и дава автономия. По-късно става част от Персия. А после и част от Римската империя.
Съгласно трудовете на Херодот и Страбон фригите са тракийско племе, което преди да се пресели в Мала Азия се е наричало бриги и живеело заедно с македоните в Македония. Фригите имали облекло, подобно на пафлагонците. У асирийски и урартски текстове фригите са споменати като „мушки“.
Още през 133 г. пр. н. е. останките от Фригия преминават към Рим. За целите на провинциалната администрация римляните поддържат разделена Фригия, присъединявайки североизточната част към провинция Галатия, а западната част към провинция Азия. По време на реформите на Диоклециан Фригия е разделена отново на две провинции: Фригия Първа, или Фригия Салутарис („Продоволствена“) и Фригия Сегунда, или Фригия Пакатиана („Омиротворена“), и двете под диоцеза на Азия. Салутарис със столица Синада включваше източната част на региона и Пакатиана с Лаодикия на Ликус като столица на западната част. Провинциите оцеляват до края на 7 век, когато са заменени от тематичната система. В късноримския и ранновизантийския период, по-голямата част от Фригия е принадлежала на анатолическата тема.

## Средновековие
През византийския период районът остава без излаз на море, с неравен релеф и пресечен от големи военни пътища, по които е разположена стратегическата военна станция Дорилеон. Други важни средища са Котиеон, Синада, Акринон и Аморион. Регионът е първоначалният дом на набор от християнски еретични учения, включително тези на монтанисти, новатианци и сектата на атинганите, спазваща еврейската събота и Мойсеевия закон, но без обрязването. Темите на Опсикион и Тракезион отбраняват Фригия от арабските набези, но в края на 11 век отбраната се поддава на селджуките. Победите на армиите от Първия кръстоносен поход изтласкват селджуките от Егейското крайбрежие и ги концентрират във Фригия, превръщайки региона в бариера за византийските и кръстоносните войски. До 1098 Алексий I Комнин преселва част от гръцкото население по-далеч на запад. От началото на 13 век регионът е окончателно загубен в полза на селджуките.